# Организация Лиги арабских государств по вопросам образования, культуры и науки
ALECSO (англ. Arab League Educational, Cultural and Scientific Organization; араб. المنظمة العربية للتربية والثقافة والعلوم‎) — учреждение Лиги арабских государств, основанное 25 июля 1970 года в Каире с целью координации образовательной, культурной и научной деятельности между государствами-членами ЛАГ. Штаб-квартира находится в Тунисе.
Членами ALECSO являются все государства-члены ЛАГ.

## Дочерние учреждения
В рамках деятельности ALECSO были основаны следующие учреждения:
- Арабский центр арабизации, переводов, авторства и публикаций,
- Институт арабских исследований,
- Институт арабских рукописей,
- Координационное бюро арабизации,
- Международный институт арабского языка.